# Граф Восточной Англии
Граф Восточной Англии (англ. Earl of East Anglia) — один из аристократических титулов раннесредневековой Англии.
Восточная Англия была одним из англосаксонских королевств периода гептархии, занимающее территорию современных графств Норфолк, Суффолк, а также часть графств Кембриджшир и Эссекс. В 879 году королевство было завоёвано датскими викингами и вошло в состав Данелага. Здесь было создано одно из небольших скандинавских королевств, которое просуществовало до 910-х годов, когда эта территория была отвоёвана англосаксами и включена в состав Английского государства. Со вступлением на престол Англии в начале XI века Кнуда Великого страна была разделена на несколько крупных провинций, управляемых англо-датскими соратниками короля. Одной из таких провинций стала Восточная Англия, во главе которой встал датский викинг Торкель Длинный. В 1045 году эрлом Восточной Англии стал Гарольд Годвинсон, будущий последний англосаксонский король. После нормандского завоевания Англии в 1066 году Вильгельм I передал Восточную Англию с титулом графа одному из своих англо-нормандских сторонников, графу Ральфу I. Его сын в 1075 году принял участие в мятеже трёх графов, после подавления которого графство Восточная Англия было упразднено. В дальнейшем такой титул уже не восстанавливался.

## Англо-датские эрлы Восточной Англии
- Торкель Длинный (ум. 1020-е), эрл Восточной Англии с 1017 года;
- Гарольд (ок. 1022—1066), эрл Восточной Англии в 1044—1052, 1052—1053, эрл Уэссекса (1053—1066), король Англии (1066);
- Эльфгар (ок. 1030—1062), эрл Восточной Англии (1052, 1053—1057), эрл Мерсии (с 1057);
- Гирт (ок. 1032—1066), эрл Восточной Англии (с 1057), младший брат Гарольда.

## Англо-нормандские графы Восточной Англии
- Ральф I (ок. 1011—1068), граф Восточной Англии (с 1067);
- Ральф II (ок. 1042—1096), граф Восточной Англии (1069—1075), сын предыдущего.